# Julie Wilson

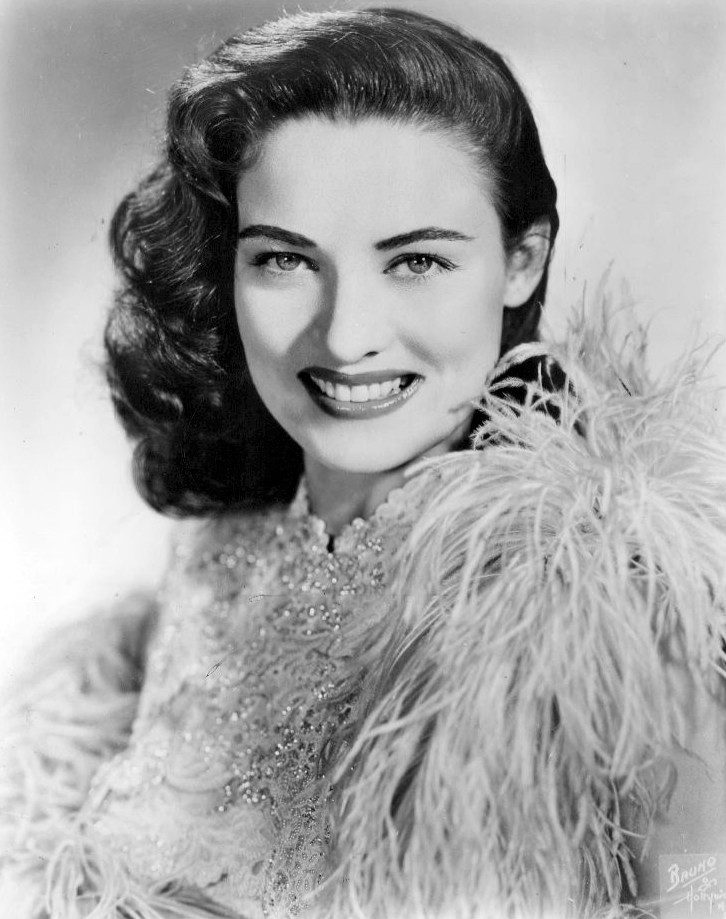
Julie Wilson in 1956

Julie May Wilson (Omaha, 21 oktober 1924 – New York, 5 april 2015) was een Amerikaanse zangeres en musical-, film- en televisieactrice. 

## Musicals en films
Wilson was in haar tienerjaren actief in de musicalgroep Hank's Hepcats en studeerde kort aan de universiteit van Omaha. Ze werd gekroond tot Miss Nebraska, maar kon niet meedoen aan de Miss America-verkiezing omdat ze nog geen achttien was. In de Tweede Wereldoorlog was ze werkzaam in twee grote nachtclubs in Manhattan, Latin Quarter en de Copacabana. In 1946 maakte ze haar debuut op Broadway, in de revue Three to Make Ready. In 1951 verhuisde ze naar Londen waar ze speelde in de West End-productie Kiss Me, Kate. Ze bleef hier vier jaar wonen en speelde in shows als South Pacific en Bells Are Ringing. Daarnaast studeerde ze aan de Royal Academy of Dramatic Art. Rond 1954 keerde ze terug naar Broadway, waar ze speelde in de musicals Kismet (als vervanger van Joan Diener) (1953-1955) en The Pajama Game (1954-1956). In latere jaren was ze actief in de musicals Jimmy (1969-1970), Park (1970) en Legs Diamond (1988-1989). Voor haar rol in Legs Diamond werd ze genomineerd voor een Tony Award. Andere musicals waarin ze speelde waren onder meer Show Boat en Follies. Tevens was Wilson actief als film- en televisieactrice, ze had rollen in This Could Be the Night, waarin ze een zangeres speelde (1957), Kiss Me, Kate (1958) en Some Like It Cool (1962). Ook was ze een regelmatige verschijning in de Ed Sullivan Show.

## Plaatopnamen
Naast haar loopbaan als actrice, was Julie Wilson ook actief als nachtclub- en cabaret-zangeres. Ze zong met het orkest van Johnny Long en begon halverwege de jaren vijftig ook platen te maken, in het begin vooral met torch songs. In 1956 verscheen haar album Love, met treurige liefdesliedjes. Ze zong de jazz- en popliedjes met een vrij kleine jazzgroep onder leiding van Phil Moore. Musici die meespeelden waren onder meer Urbie Green, Don Elliott en Barry Galbraith. Een jaar later verscheen opnieuw een verzameling 'torchsongs', de orkesten stonden onder leiding van Moore, Russ Case en Marty Gold. De liedjes die ze zong in de film This Could Be the Night, met het orkest van Ray Anthony, kwamen eveneens op de plaat uit. In 1958 verscheen een livealbum met songs opgenomen in St. Regis, een hotel in Manhattan waar Wilson veel heeft opgetreden. In de jaren erna volgden nog enkele andere platen. In de jaren tachtig en negentig wijdde Wilson zich aan het Great American Songbook-materiaal en verschenen er albums met de liedjes van onder meer Kurt Weill, Harold Arlen, Cole Porter en George Gershwin.

## Persoonlijk leven
Wilson had een kind met haar tweede man. Haar zoon Holt McCallany is acteur, schrijver en producer.
Julie Wilson overleed in 2015 aan de gevolgen van een beroerte.

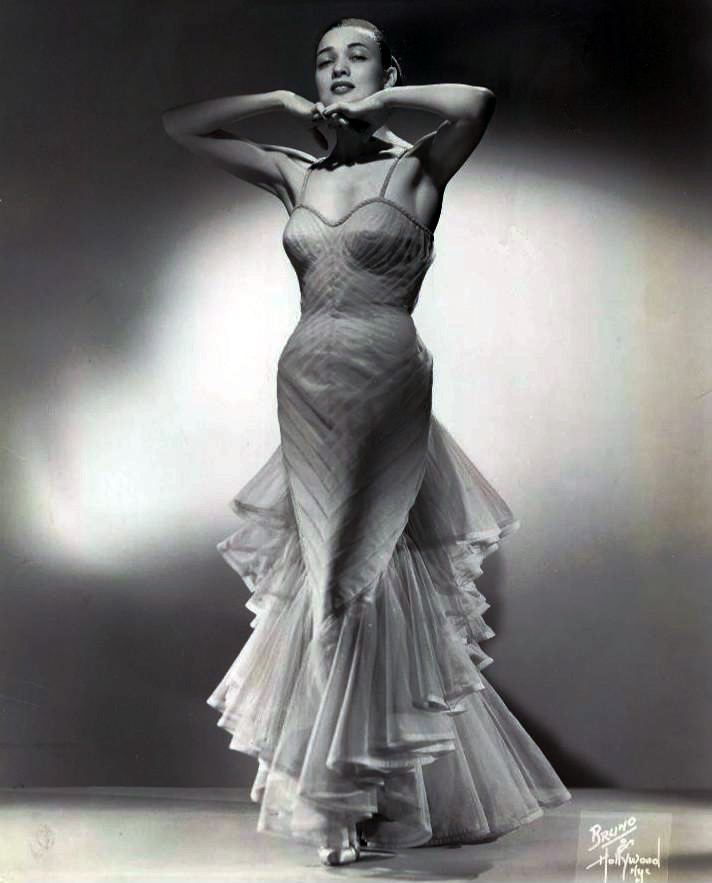
Julie Wilson in 1963

## Discografie
- Love, Dolphin Records, 1956
- My Old Flame, ViK, 1957
- This Could Be the Night, MGM, 1957
- Julie Wilson at the St.Regis, Vik, 1958 (met het trio van Marshall Grant)
- Meet Julie Wilson, Cameo, 1962
- Sings the Stephen Sondheim Songbook, DRG Records, 1987
- Sings the Kurt Weill Songbook, DRG, 1988
- Sings the Harold Arlen Songbook, DRG, 1989
- Sings the Cole Porter Songbook, DRG, 1990
- Sentimental Journey, Cabaret Records, 1995
- Julie Wilson Live (From the Russian Tea Room), Cabaret Records, 1995
- Sings the George Gershwin Songbook, DRG, 1999
- Sings the Cy Coleman Songbook, DRG, 2000

- Biblioteca Nacional de España: XX5187180
- Bibliothèque nationale de France: cb14704787q (data)
- Catàleg d'autoritats de noms i títols de Catalunya: 981058512379506706
- Gemeinsame Normdatei: 119320096
- International Standard Name Identifier: 0000 0000 7860 6097
- Library of Congress Control Number: n85322336
- MusicBrainz: 62309c97-0bc6-4d82-8df6-34f064b1f4cf
- SNAC: w6xn1864
- Virtual International Authority File: 59891735
- WorldCat: E39PBJh8JJ9YfwQDygv4Y7dfbd